# 新会镇
新会镇，是中华人民共和国四川省遂宁市蓬溪县下辖的一个乡镇级行政单位。

## 行政区划
新会镇下辖以下地区：
长兴社区、富垭村、踏水桥村、两路口村、里坝村、岳皇观村、琵琶井村、青华村、猫山村、桅杆咀村、老木垭村、会宇坝村、灵芝村、川江村、田家坝村、新河村、王家湾村、五里沟村、林岩村、大田湾村和骡埝村。